# Moussa N'Diaye (futbolista nacido en 2002)
Moussa N'Diaye (Dakar, Senegal, 18 de junio de 2002) es un futbolista senegalés que juega como defensa en el R. S. C. Anderlecht de la Primera División  de Bélgica.
Además es internacional con la selección de fútbol sub-20 de Senegal, donde fue subcampeón en la Copa Africana de Naciones Sub-20 2019. También ha jugado para la selección de fútbol de Senegal, donde se proclamó campeón de la Copa de Naciones de la WAFU 2019 y fue destacado como el jugador de la final.

## Trayectoria
Inició su carrera deportiva en el Aspire Academy Dreams (Excellence Foot de Senegal). El F. C. Barcelona lo fichó en agosto de 2020 por tres temporadas, con dos años más de extensión y una cláusula de 100 millones de euros. Después de dos años se fue a Bélgica para jugar en el R. S. C. Anderlecht.

## Selección nacional
Fue internacional con la selección de fútbol sub-20 de Senegal e hizo su debut el 3 de febrero de 2019 ante la selección de fútbol sub-20 de Malí en un encuentro disputado en el Stade de Maradi. Disputó la Copa Africana de Naciones Sub-20 2019 en Níger donde fue subcampeón, además fue seleccionado como el jugador más valioso del torneo. También fue seleccionado por la Confederación Africana de Fútbol (CAF) al equipo ideal del torneo.
Jugó la Copa Mundial de Fútbol Sub-20 en Polonia. Su rendimiento en ambos torneos le valieron «para entrar ya en la dinámica de la selección absoluta». Disputó dos partidos con la selección nacional de su país en competiciones internacionales. Fue campeón con su selección en la Copa de Naciones de la WAFU 2019 donde llegó a ser elegido como el jugador más destacado de la final.
En noviembre de 2022 fue convocado para participar en la Copa Mundial de Catar como reemplazo de Sadio Mané, quien se perdió el torneo a última hora a causa de una lesión.

### Participaciones en Copas del Mundo
| Mundial           | Sede  | Resultado        | Partidos | Goles |
| ----------------- | ----- | ---------------- | -------- | ----- |
| Copa Mundial 2022 | Catar | Octavos de final | 0        | 0     |

## Clubes
| Club                | País    | Año       |
| ------------------- | ------- | --------- |
| F. C. Barcelona "B" | España  | 2021-2022 |
| R. S. C. Anderlecht | Bélgica | 2022-     |

## Estadísticas

### Selección de Senegal
| Selección                             | Año                 | Partidos | Goles |
| ------------------------------------- | ------------------- | -------- | ----- |
| Selección de fútbol de Senegal        | 2019-20             | 2        | 0     |
| Selección de fútbol sub-20 de Senegal | 2019                | 5        | 0     |
| Total en su carrera                   | Total en su carrera | 7        | 0     |

## Palmarés

### Títulos internacionales
| Título                      | Club (*)             | Sede    | Año  |
| --------------------------- | -------------------- | ------- | ---- |
| Copa de Naciones de la WAFU | Selección de Senegal | Senegal | 2019 |

(*) Incluyendo la selección.

### Distinciones individuales
| Distinción                                                        | Año  |
| ----------------------------------------------------------------- | ---- |
| Mejor jugador de la Copa Africana de Naciones Sub-20              | 2019 |
| Incluido en el once ideal de la Copa Africana de Naciones Sub-20  | 2019 |
| Jugador más valioso en la final de la Copa de Naciones de la WAFU | 2019 |